# Кёрран, Ник
Николас Майкл «NickyKay» Кёрран (англ. Nicholas Michael «NickyKay» Curran; 30 сентября 1977 года, Биддефорд, Мэн, США — 6 октября 2012 года, Остин, Техас, США) — американский блюзовый гитарист, певец, автор песен. Со своей группой Nick Curran & the Nitelifes лауреат Blues Music Awards  в номинации  «Лучший дебют» (2004) .

## Биография
Ник Кёрран родился в Биддефорде, штат Мэн. Его отец Майкл Кёрран был лидером местной группы Mike Curran and the Tremors. Ник начал играть на барабанах в 3 года, демонстрируя удивительную способность держать ритм даже в столь юном возрасте, включая радио и подыгрывая музыке. Его отец стал обучать Ника играть на гитаре, формальных уроков игры на гитаре Ник Кёрран не брал никогда. В 15 лет он играл на гитаре и губной гармонике в группе своего отца, а в 17 лет играл на барабанах, снова вместе с отцом, в группе The Upsetters из Портленда, штат Мэн. В том же году Ник Кёрран основал рокабилли-группу Nick Danger and the Sideburners, которая часто выступала в клубах Портленда, штат Мэн. 
Кёрран начал свою профессиональную карьеру в девятнадцать лет, отправившись на гастроли с рокабилли-музыкантом Ронни Доусоном. Затем Кёрран гастролировал с техасской звездой рокабилли Ким Ленц, переехав в Даллас, где присоединился к её бэк-группе Jaguars, и принял участие в записи альбома Ленц The One And Only. Кёрран оставался в Jaguars в течение двух лет, приняв участие в записи следующего альбома Ленц It's All True. 
В 1999 году лейбл Texas Jamboree выпустил дебютный сольный альбом Керрана Fixin' Your Head: «старая музыка — джамп-блюз, R&B, рокабилли, — пропитанная панковским пламенем». При записи Кёрран использовал винтажное записывающее оборудование чтобы добиться ощущения и звучания старых пластинок 1950-х годов; так же он будет делать на всех своих последующих релизах.  Для записи сформировал группу Nick Curran & the Nitelifes, которая затем выпустила три альбома. Второй из них, Doctor Velvet, выпущенный в 2003 году лейблом Blind Pig Records в 2004 году был признан дебютом года  Blues Music Awards. Этот альбом описывали как: "13-трековый сборник джамп-блюза, R&B и рок-н-ролла, который просто кипит от восторга. Нет ни секунды, чтобы перевести дух, пока он переключается между гулким заглавным треком, ду-воповым оттенком «Please Don’t Leave Me» и мощной интерпретацией «Cold Cold Heart» Хэнка Уильямса, а завершает композицию инструментальная композиция в стиле буги-вуги «Stompin' At The Fort» 
С 2004 по 2007 год Кёрран играл с The Fabulous Thunderbirds, записавшись на их альбоме 2005 года Painted On. В 2008 году бывший басист The Fabulous Thunderbirds Ронни Джеймс Уэбер и Кёрран сформировали  группу The Attitudes, где Ник Кёрран пел и играл на барабанах стоя. Их сет состоял из каверов на песни The Misfits, The Ramones, Хаулина Вулфа, Джимми Рида, Мадди Уотерса и Литл Ричарда. 
После сольного концерта в ноябре 2008 года Кёрран сформировал рок-н-ролльную группу ick Curran And The Lowlifes, которая получила признание критиков и стала неотъемлемой частью мюзикла Little Steven 's Underground Garage. Группа выпустила в 2010 году один альбом Reform School Girl, который «словно объединил все его влияния — джамп-блюз, рокабилли, хэви-метал и даже поп-музыку в стиле женских групп — в гораздо более жёстком и плотном звучании» . 
В 2009 году у Кёррана диагностировали рак полости рта. В июне 2010 года он был признан здоровым, но к апрелю 2011 года рак вернулся, и ему пришлось пройти лечение. Кёрран скончался от болезни 6 октября 2012 года в возрасте 35 лет.
Член Зала музыкальной славы Остина. 
«Он был яркой звездой в городе гитаристов, певцом, который друг за другом мог спеть Этту Джеймс и Бона Скотта. Когда он выходил на сцену в своей фирменной мотоциклетной кепке Брандо, с татуированными руками и большой электрогитарой в руках, всё вокруг загоралось, готовое воспламениться…Этот гитарист и вокалист был не просто блюзменом, он был джамп-свинговым панком, рокабилли-металом, в душе которого жил Литл Ричард»
The Washington Post: «Hик Кёрран…размывал музыкальные границы и бросал вызов ожиданиям публики. Порой казалось, что его музыка — наполненная пронзительными саксофонными соло, фортепиано в стиле буги-вуги и пронзительной гитарой в ретро-стиле — словно перенеслась сквозь время из какого-нибудь южного придорожного бара или джук-джойнта времён 1960-х. Однако Карран часто культивировал панковый образ — руки, покрытые татуировками, обрезанные рубашки и кожаные мотоциклетные кепки — что придавало ещё более дерзкий настрой…Кёрран любил добавлять мелодии Игги Попа и AC/DC в свой джамп-блюзовый репертуар или вставлять хэви-металлические риффы в буги-вуги Мэджика Сэма. Он мог кричать, играя в стиле Литтл Ричарда, но с таким же успехом мог играть блюзовый шаффл» .
«Я не знаю никого, кто, например, назвал бы одновременно Ти-Боуна Уокера и Ramones своими главными источниками вдохновения» . 

## Дискография
- 2000: Fixin' Your Head (Texas Jamboree Records)
- 2001: Nick Curran And The Nitelifes — Nitelife Boogie (Texas Jamboree Records)
- 2003: Nick Curran And The Nitelifes — Doctor Velvet (Blind Pig Records)
- 2004: Nick Curran And The Nitelifes — Player! (Blind Pig Records)
- 2010: Nick Curran And The Lowlifes — Reform School Girl (Eclecto Groove Records)